# Faro di Capo Caccia
Il faro di Capo Caccia (storicamente e ufficialmente in catalano algherese Far del Cap de Caça) si trova sull'omonimo promontorio calcareo situato nell'estremità nord-occidentale della Sardegna a nord di Alghero, in prossimità dell'imponente scogliera sopra le grotte di Nettuno.

## Storia
La torre attuale è stata costruita tra il 1950 ed il 1960 ma sul promontorio esisteva già un precedente faro risalente al 1864.

## Galleria d'immagini

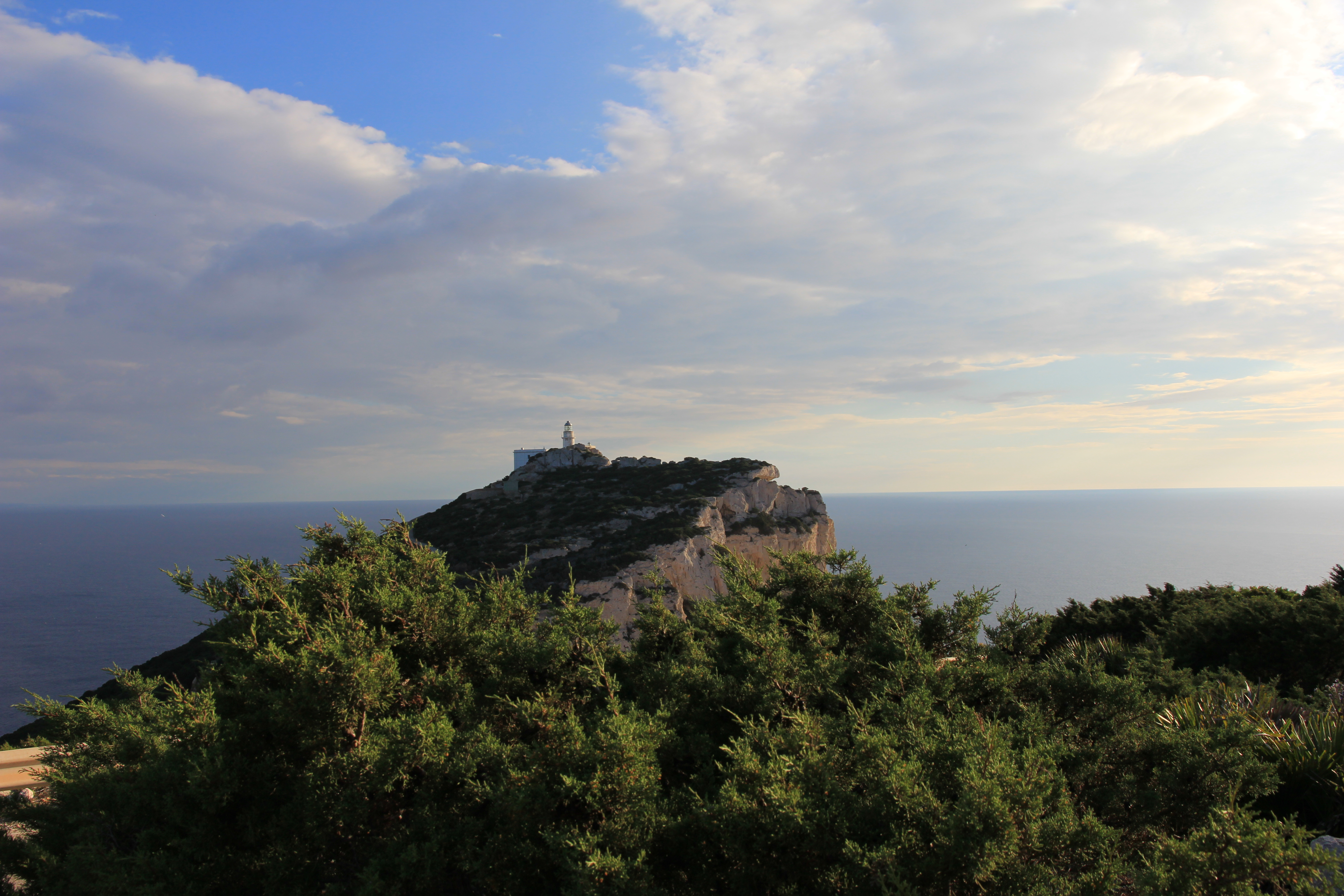
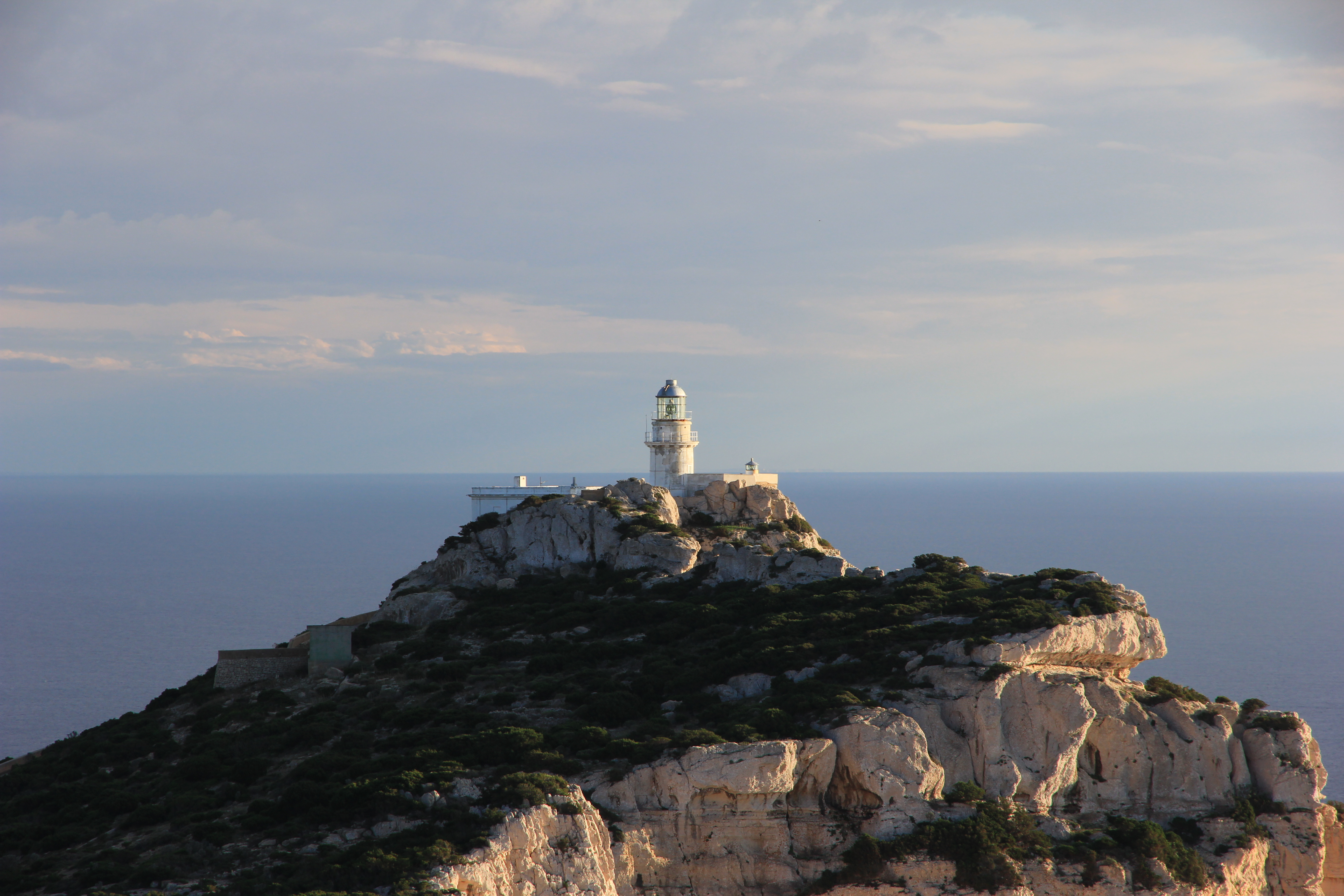
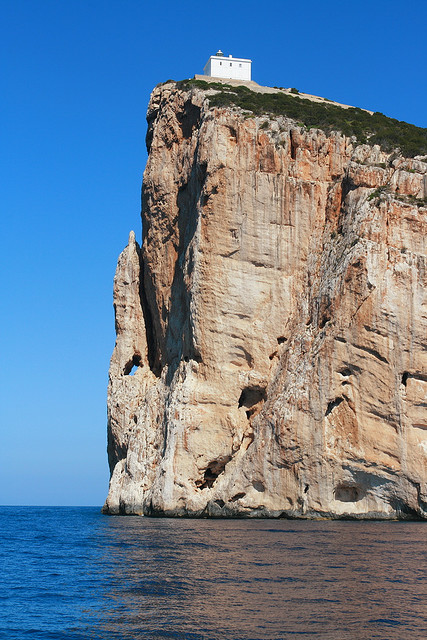